# Devičie
Devičie este o comună slovacă, aflată în districtul Krupina din regiunea Banská Bystrica. Localitatea se află la altitudinea de 254 m deasupra n.m., se întinde pe o suprafață de 14,07 km2 și în 2017 număra 309 locuitori.

## Istoric
Localitatea Devičie este atestată documentar din 1256.

## Demografie
| An:                | 1994 | 2004   | 2014   | 2024   |
| ------------------ | ---- | ------ | ------ | ------ |
| Număr de persoane: | 274  | 277    | 300    | 302    |
| Diferență:         |      | +1,09% | +8,30% | +0,66% |

| An:                | 2023 | 2024 |
| ------------------ | ---- | ---- |
| Număr de persoane: | 302  | 302  |
| Diferență:         |      | +0%  |